# Liste der Stolpersteine in Meißen

Stolperstein-Verlegung in Meißen

Die Liste der Stolpersteine in Meißen enthält die Stolpersteine, die im Rahmen des gleichnamigen Kunst-Projekts von Gunter Demnig in Meißen verlegt wurden. Die erste Verlegung erfolgte 2012; die letzte im Jahre 2024 Organisiert werden die Verlegungen durch die von Pfarrer Bernd Oehler geleitete Initiative Stolpersteine-Meißen e. V. sowie den Verein Buntes Meißen e. V. Mit ihnen soll an Opfer des Nationalsozialismus erinnert werden, die in Meißen lebten und wirkten.

## Verlegte Stolpersteine
| Bild                                 | Adresse                  | Verlege- datum     | Person, Inschrift | Anmerkung |
| ------------------------------------ | ------------------------ | ------------------ | --- | --------- |
| Stolperstein für Leopold Fischer     | Görnische Gasse 2 ·      | 21. September 2024 | Hier wohnte Leopold Fischer, Jg. 1878 Unfreiwillig verzogen Dresden Deportiert 1942 Ghetto Riga Ermordet                                    |           |
| Stolperstein für Hannchen Fischer    | Görnische Gasse 2 ·      | 21. September 2024 | Hier wohnte Hannchen Fischer Geb. Gradus Jg. 1880 Gedemütigt/Entrechtet Flucht in den Tod 16. Dez. 1936                                     |           |
| Stolperstein für Ludwig Fischer      | Görnische Gasse 2 ·      | 21. September 2024 | Hier wohnte Ludwig Fischer Lawrence Fisher Jg. 1923 Kindertransport 1939 Holland USA                                                        |           |
| Stolperstein für Dr. Wilhelm Weiner  | Leipziger Straße 21 ·    | 30. November 2019  | Hier wohnte Dr. Wilhelm Weiner Jg. 1893 Berufsverbot 1938 Flucht 1939 USA                                                                   |           |
| Stolperstein für Cäcilie Weiner      | Leipziger Straße 21 ·    | 30. November 2019  | Hier wohnte Cäcilie Weiner Geb. Mesuse Jg. 1895 Flucht 1939 USA                                                                             |           |
| Stolperstein für Marie Auguste Sachs | Elbstraße 26 ·           | 28. November 2017  | Hier wohnte Marie Auguste Sachs Geb. Krause Jg. 1860 deportiert 1942 Theresienstadt ermordet 31.3.1943                                      |           |
| Stolperstein für Leo Mosszizki       | Elbstraße 28 ·           | 26. Oktober 2012   | Hier wohnte Leo Mosszizki Jg. 1893 deportiert 1943 Auschwitz ermordet 1943                                                                  |           |
| Stolperstein für Regina Mosszizki    | Elbstraße 28 ·           | 26. Oktober 2012   | Hier wohnte Regina Mosszizki geb. Edelmann Jg. 1896 deportiert 1943 Auschwitz ermordet 1943                                                 |           |
| Stolperstein für Wilhelm Heymann     | Elbstraße 32 ·           | 28. November 2017  | Hier wohnte Wilhelm Heymann Jg. 1874 Opfer des Pogroms unfreiwillig verzogen 1938 Dresden deportiert 1942 Theresienstadt ermordet 15.5.1944 |           |
| Stolperstein für Elisabeth Heymann   | Elbstraße 32 ·           | 28. November 2017  | Hier wohnte Elisabeth Heymann geb. Oppenheimer Jg. 1875 unfreiwillig verzogen 1938 Dresden deportiert 1942 Theresienstadt ermordet 6.3.1943 |           |
| Stolperstein für Bernhardt de Levie  | Großenhainer Straße 13 · | 5. Dezember 2013   | Hier wohnte Bernhardt de Levie Jg. 1902 deportiert 1942 Auschwitz ermordet 17.8.1942                                                        |           |
| Stolperstein für Frieda de Levie     | Großenhainer Straße 13 · | 5. Dezember 2013   | Hier wohnte Frieda de Levie geb. Levy Jg. 1910 deportiert 1942 Auschwitz ermordet 30.9.1942                                                 |           |
| Stolperstein für Marie Moskowitz     | Hafenstraße 29 ·         | 5. Dezember 2013   | Hier wohnte Marie Moskowitz Jg. 1863 gedemütigt / entrechtet Flucht in den Tod 23.4.1942                                                    |           |
| Stolperstein für Rosa Cohn           | Roßmarkt 1 ·             | 5. Dezember 2013   | Hier wohnte Rosa Cohn Jg. 1894 deportiert 1943 Riga ermordet 1.10.1944 Stutthof                                                             |           |